# St Nicholas Abbey
St Nicholas Abbey (2007-2014), est un cheval de course pur-sang irlandais. Appartenant à l'écurie Coolmore et entraîné par Aidan O'Brien, il compte six victoires de groupe 1 dont un triplé dans la Coronation Cup.    

## Carrière de course
Élevé en Irlande par des associés de Coolmore, St Nicholas Abbey est acquis yearling par le consortium irlandais pour 200 000 Guinées. Il réalise d'impressionnant débuts en piste à l'été 2009, qui lui valent d'être favori des Beresford Stakes en septembre. Nouvelle victoire autoritaire. Qui lui vaut aussitôt d'être bombardé favori du Derby d'Epsom neuf mois plus tard, sa tenue ne faisant guère de doute, en bon fils de Montjeu qu'il est. Reste, avant de penser au printemps suivant, à bien finir la saison, et cela passe par un succès dans le Racing Post Trophy. C'est chose faite, et encore une fois avec la manière. St Nicholas Abbey est élu 2 ans européen de l'année, on lui attribue un rating exceptionnel pour un 2 ans de 124, il est 3/1 dans le Derby et on le compare au crack Sea The Stars, tout va bien.     

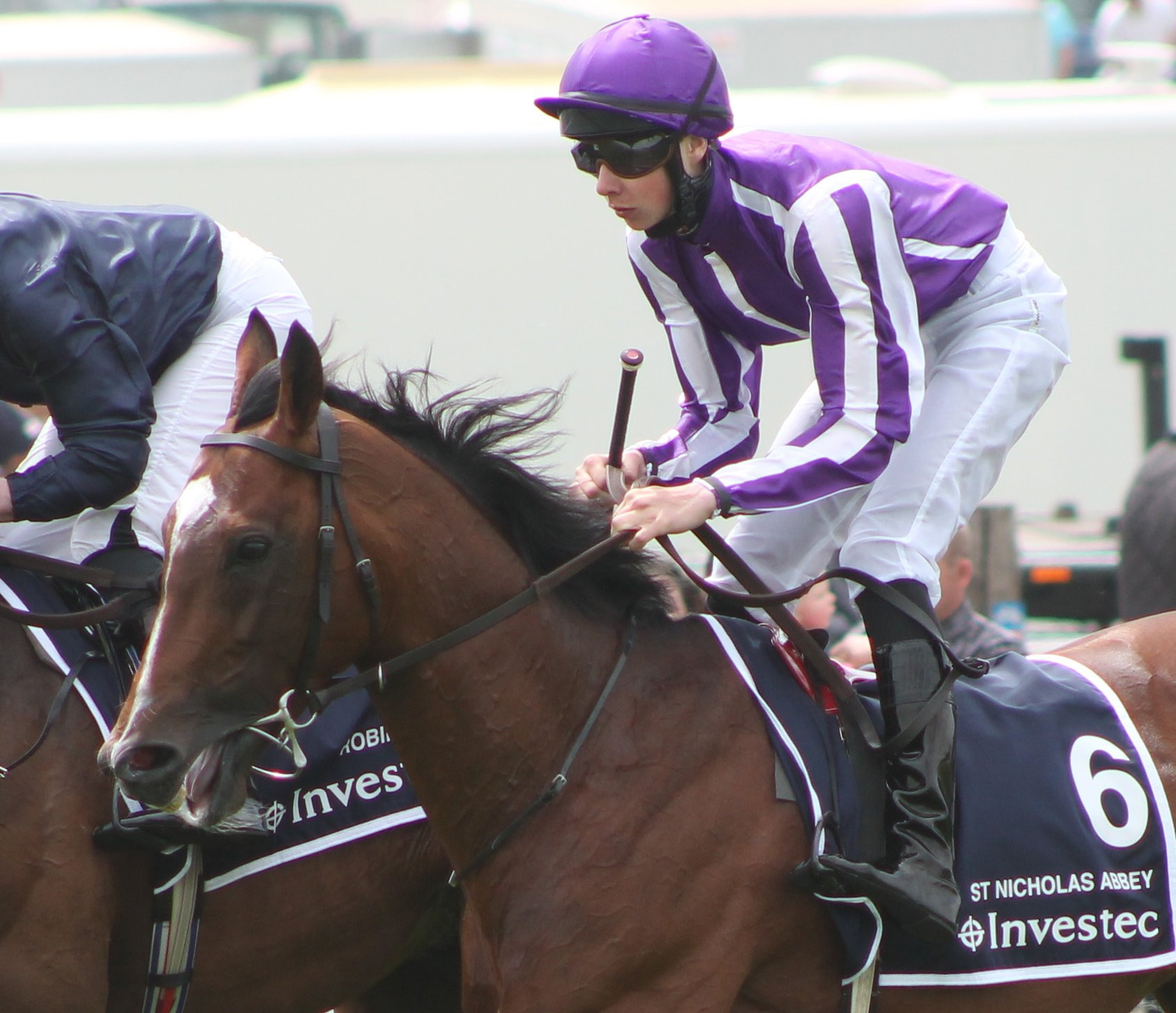
St Nicholas Abbey dans la Coronation Cup 2012

Mais l'année suivante, rien ne se passera pas du tout comme prévu. Tout se présentait pour le mieux : étincelant lors d'un entraînement public en mars au Curragh, St Nicholas Abbey est le grandissime favori des 2000 Guinées. Mais dans le classique de Newmarket, le poulain semble vite à bout de souffle, comme pris de vitesse, et termine sixième tandis que le Français Makfi s'impose à la surprise générale. La douche est très froide. Même si Aidan O'Brien, son entraîneur, relativise la défaite. Le poulain ne courra pas le Derby. Annoncé à l'automne, il ne réapparaît pas. "Pas assez prêt" selon O'Brien, soucieux de la réputation de son protégé en vue de sa future carrière d'étalon.     
Il faudra attendre onze mois pour revoir St Nicholas Abbey sur un hippodrome. Et ce n'est pas vraiment rassurant : il termine troisième à distance d'un groupe 3 disputé au Curragh. Mais un mois plus tard il remet les pendules à l'heure en gagnant très facilement un autre groupe 3, en prélude à un succès dans la Coronation Cup aux dépens de la championne de Khalid Abdullah Midday. Il semble devoir rattraper le temps perdu, mais il est de nouveau bien battu dans les King George & Queen Elizabeth Stakes par Nathaniel et Workforce, auteur du doublé Derby / Prix de l'Arc de Triomphe l'année précédente. Aussi, lorsqu'il se présente dans le Prix de l'Arc de Triomphe, il n'est qu'un simple outsider après une préparatoire moyenne dans le Prix Foy. Il obtient toutefois une honorable cinquième place à distance de Danedream, puis redore son blason outre-Atlantique en s'adjugeant facilement la Breeders' Cup Turf.    
Maintenu à l'entraînement à 5 ans, St Nicholas Abbey ne remporte qu'une seule course en 2012, la Coronation Cup. Mais il se montre régulier dans les grandes joutes internationales pour les chevaux d'âge, à commencer par le Dubaï Sheema Classic où le trublion français Cirrus des Aigles lui prend une encolure à la bagarre. Régulier, il collectionne les accessits d'honneur. Troisième des King George de Danedream, il a le privilège, comme tant d'autres de ses contemporains, d'observer de loin le postérieur du crackissime Frankel dans les International Stakes. Il est aussi troisième dans les Irish Champion Stakes de Snow Fairy, troisième encore dans la Breeders' Cup Turf, où il manque le doublé. Auparavant, il avait connu sa seule véritable contre-performance dans le Prix de l'Arc de Triomphe, assistant de loin au duel Solémia / Orfevre.    
Lorsqu'il revient en 2013, à 6 ans, St Nicholas Abbey semble meilleur que jamais. Il s'offre le scalp de la championne japonaise Gentildonna dans le Dubaï Sheema Classic, puis réalise un exploit unique en remportant une nouvelle Coronation Cup, ce qui fait de lui le seul cheval dont le nom est inscrit trois fois au palmarès de cette épreuve. L'année 2013 est peut-être, enfin, son année. Mais une grave blessure au paturon, contractée en juillet, en décide autrement : St Nicholas Abbey subit une lourde intervention chirurgicale compliquée par une crise de coliques. Sa vie est doublement en danger, et c'est seulement au bout d'une longue convalescence qu'il est sauvé,. Mais la Camarde rôde et le cheval ne pourra pas profiter de sa retraite ni des joies d'une carrière d'étalon. Une nouvelle crise de coliques, mal souvent mortel pour les chevaux, a raison de sa vaillance en janvier 2014 et il doit être euthanasié après avoir été opéré en vain.     

### Résumé de carrière
| Date         | Hippodrome      | Pays        | Course                            | Statut      | Distance    | Jockey       | Place       | Écart       | Vainqueur ou deuxième |
| 2009, 2 ans  | 2009, 2 ans     | 2009, 2 ans | 2009, 2 ans                       | 2009, 2 ans | 2009, 2 ans | 2009, 2 ans  | 2009, 2 ans | 2009, 2 ans | 2009, 2 ans           |
| ------------ | --------------- | ----------- | --------------------------------- | ----------- | ----------- | ------------ | ----------- | ----------- | --------------------- |
| 16 août      | Curragh         | Irlande     | Maiden                            |             | 1 600 m     | J.P. Murtagh | 1er / 11    | 4           | Saajidah              |
| 27 septembre | Curragh         | Irlande     | Beresford Stakes                  | Gr. 2       | 1 600 m     | J.P. Murtagh | 1er / 9     | 3/4         | Layali Al Andalus     |
| 24 octobre   | Doncaster       | Royaume-Uni | Racing Post Trophy                | Gr. 1       | 1 600 m     | J.P. Murtagh | 1er / 11    | 3 ¾         | Elusive Pimpernel     |
| 2010, 3 ans  |                 |             |                                   |             |             |              |             |             |                       |
| 1er mai      | Newmarket       | Royaume-Uni | 2000 Guineas                      | Gr. 1       | 1 600 m     | J.P. Murtagh | 6e / 19     | 3 ½         | Makfi                 |
| 2011, 4 ans  |                 |             |                                   |             |             |              |             |             |                       |
| 3 avril      | Curragh         | Irlande     | Alleged Stakes                    | Gr. 3       | 2 000 m     | S. Heffernan | 3e / 6      | 6 ½         | Unacompanied          |
| 6 mai        | Chester         | Royaume-Uni | Ormonde Stakes                    | Gr. 3       | 2 700 m     | R. Moore     | 1er / 5     | 9           | Allied Powers         |
| 3 juin       | Epsom           | Royaume-Uni | Coronation Cup                    | Gr. 1       | 2 400 m     | R. Moore     | 1er / 5     | 1           | Midday                |
| 23 juillet   | Ascot           | Royaume-Uni | King George & Queen Elizabeth St. | Gr. 1       | 2 400 m     | J. O'Brien   | 3e / 5      | 4           | Nathaniel             |
| 11 septembre | Longchamp       | France      | Prix Foy                          | Gr. 2       | 2 400 m     | C. Soumillon | 3e / 4      | 2 ½         | Sarafina              |
| 2 octobre    | Longchamp       | France      | Prix de l'Arc de Triomphe         | Gr. 1       | 2 400 m     | J. O'Brien   | 5e / 16     | 6           | Danedream             |
| 5 novembre   | Churchill Downs | États-Unis  | Breeders' Cup Turf                | Gr. 1       | 2 400 m     | J. O'Brien   | 1er / 9     | 2 ¼         | Sea Moon              |
| 2012, 5 ans  |                 |             |                                   |             |             |              |             |             |                       |
| 31 mars      | Meydan          | Dubaï       | Dubaï Sheema Classic              | Gr. 1       | 2 400 m     | J. O'Brien   | 2e / 10     | enc.        | Cirrus des Aigles     |
| 7 mai        | Curragh         | Irlande     | Mooresbridge Stakes               | Gr. 3       | 2 000 m     | J. O'Brien   | 2e / 7      | 1           | Windsor Palace        |
| 2 juin       | Epsom           | Royaume-Uni | Coronation Cup                    | Gr. 1       | 2 400 m     | J. O'Brien   | 1er / 6     | 4 ½         | Red Cadeaux           |
| 21 juillet   | Ascot           | Royaume-Uni | King George & Queen Elizabeth St. | Gr. 1       | 2 400 m     | J. O'Brien   | 3e / 10     | 1 ½         | Danedream             |
| 22 août      | York            | Royaume-Uni | International Stakes              | Gr. 1       | 2 080 m     | J. O'Brien   | 3e / 9      | 7           | Frankel               |
| 8 septembre  | Leopardstown    | Irlande     | Irish Champion Stakes             | Gr. 1       | 2 000 m     | J. O'Brien   | 3e / 6      | 2           | Snow Fairy            |
| 7 octobre    | Longchamp       | France      | Prix de l'Arc de Triomphe         | Gr. 1       | 2 400 m     | J. O'Brien   | 11e / 18    | 15 ½        | Solémia               |
| 3 novembre   | Santa Anita     | États-Unis  | Breeders' Cup Turf                | Gr. 1       | 2 400 m     | J. O'Brien   | 3e / 12     | 1 ¼         | Little Mike           |
| 2013, 6 ans  |                 |             |                                   |             |             |              |             |             |                       |
| 30 mars      | Meydan          | Dubaï       | Dubaï Sheema Classic              | Gr. 1       | 2 400 m     | J. O'Brien   | 1er / 11    | 2 ¼         | Gentildonna           |
| 1er juin     | Epsom           | Royaume-Uni | Coronation Cup                    | Gr. 1       | 2 400 m     | J. O'Brien   | 1er / 5     | 3 ¾         | Dunaden               |

## Origines
St Nicholas Abbey est l'un des meilleurs fils du grand champion et grand étalon Montjeu, vainqueur entre autres du Prix de l'Arc de Triomphe en 1999. Montjeu apporte beaucoup de tenue à ses produits et une aptitude à la distance, que vient équilibrer la famille maternelle de St Nicholas Abbey. Sa mère Leaping Water n'a pas couru, et elle est fille d'un étalon décevant au haras, Sure Blade, bon vainqueur à 2 ans (Champagne Stakes, Coventry Stakes), avant de briller sur le mile l'année suivante (St. James's Palace Stakes, Queen Elizabeth II Stakes). Surtout, Leaping Water est issue de l'étoile filante Flamenco Wave, excellente elle aussi à 2 ans, puisqu'elle s'offrit les Moyglare Stud Stakes, mais inexistante l'année suivante. Flamenco Wave devint par la suite une exceptionnelle poulinière, puisqu'elle a donné :
- Starborough (par Soviet Star) : St. James's Palace Stakes et du Prix Jean Prat, 2e Sussex Stakes, 4e 2000 Guinées, Prix Jacques Le Marois.
- Ballingarry (par Sadler's Wells) : Critérium de Saint-Cloud, Canadian International Stakes, 3e Irish Derby, Irish St Leger.
- Aristotle (par Sadler's Wells) : Racing Post Trophy.
- Spanish Falls (par Belmez) : Prix de Royaumont.
- Kylemore (par Sadler's Wells), mère de :
  - Annabelle's Charm (par Indian Ridge) : 2e Premio Sergio Cumani (Gr.3), 3e Equestrian Stakes (Gr.3), mère de :
    - Charming Thought (par Oasis Dream) : Middle Park Stakes

Il s'agit de la famille de la matrone Lea Lark, une poulinière américaine née en 1945 dont descendent une multitude de bons chevaux, de Tobougg à Miswaki, en passant par Almutawakel, Southern Halo, A Shin Hikari ou encore White Muzzle.

### Pedigree
| Origines de St Nicholas Abbey (IRE), mâle bai né en 2007 | Origines de St Nicholas Abbey (IRE), mâle bai né en 2007 | Origines de St Nicholas Abbey (IRE), mâle bai né en 2007 | Origines de St Nicholas Abbey (IRE), mâle bai né en 2007 |
| -------------------------------------------------------- | -------------------------------------------------------- | -------------------------------------------------------- | -------------------------------------------------------- |
| Père Montjeu 1996                                        | Sadler's Wells 1981                                      | Northern Dancer                                          | Nearctic                                                 |
| Père Montjeu 1996                                        | Sadler's Wells 1981                                      | Northern Dancer                                          | Natalma                                                  |
| Père Montjeu 1996                                        | Sadler's Wells 1981                                      | Fairy Bridge                                             | Bold Reason                                              |
| Père Montjeu 1996                                        | Sadler's Wells 1981                                      | Fairy Bridge                                             | Special                                                  |
| Père Montjeu 1996                                        | Floripedes 1985                                          | Top Ville                                                | High Top                                                 |
| Père Montjeu 1996                                        | Floripedes 1985                                          | Top Ville                                                | Sega Ville                                               |
| Père Montjeu 1996                                        | Floripedes 1985                                          | Toute Cy                                                 | Tennyson                                                 |
| Père Montjeu 1996                                        | Floripedes 1985                                          | Toute Cy                                                 | Adele Toumignon                                          |
| Mère Leaping Water 1990                                  | Sure Blade 1983                                          | Kris                                                     | Sharpen Up                                               |
| Mère Leaping Water 1990                                  | Sure Blade 1983                                          | Kris                                                     | Doubly Sure                                              |
| Mère Leaping Water 1990                                  | Sure Blade 1983                                          | Double Lock                                              | Home Guard                                               |
| Mère Leaping Water 1990                                  | Sure Blade 1983                                          | Double Lock                                              | St. Padina                                               |
| Mère Leaping Water 1990                                  | Flamenco Wave 1986                                       | Desert Wine                                              | Damascus                                                 |
| Mère Leaping Water 1990                                  | Flamenco Wave 1986                                       | Desert Wine                                              | Anne Campbell                                            |
| Mère Leaping Water 1990                                  | Flamenco Wave 1986                                       | Armada Way                                               | Sadair                                                   |
| Mère Leaping Water 1990                                  | Flamenco Wave 1986                                       | Armada Way                                               | Hurry Call (famille 16-g)                                |